# Xã York, Quận Benson, Bắc Dakota
Xã York (tiếng Anh: York Township) là một xã thuộc quận Benson, tiểu bang Bắc Dakota, Hoa Kỳ. Năm 2010, dân số của xã này là 27 người.